# Reagens
Reagens  är ett ämne eller en förening som läggs till ett system för att orsaka en kemisk reaktion, som används vid kvalitativa kemiska analyser för att ta reda på förekomsten av olika joner eller molekyler i ett prov. Termerna reaktant och reagens används ofta omväxlande, men reaktant anger ett ämne som förbrukas under loppet av en kemisk reaktion. Lösningsmedel, fastän medverkande i reaktionsmekanismen, kallas vanligtvis inte reaktanter. På liknande sätt förbrukas inte katalysatorer av reaktionen, så de är inte reaktanter. Inom biokemi, särskilt i samband med enzymkatalyserade reaktioner, kallas reaktanterna vanligtvis för substrat.
Till exempel används bariumjoner (Ba2+) för att påvisa förekomst av sulfatjoner (SO42−). Vid förekomst av sulfatjoner kommer bariumsulfat att bildas som är ett svårlösligt salt och ger en vit utfällning då det blandas med vatten. Ett exempel är när en vattenlösning av bariumklorid blandas med svavelsyra:
BaCl2(aq) + H2SO4 → BaSO4(s) + 2H+(aq) + 2Cl−(aq)
Några andra exempel på reagens som man ofta använder vid experiment i skolkemi är:
- Kalkvatten är reagens på koldioxid. Kalkvatten grumlas när man leder ner koldioxid i det.

Ca2+(aq) +CO2 +H2O→ CaCO3(s) + 2H+(aq)
Vid fortatt koldioxidtillförsel klarnar dock lösningen till slut
CaCO3(s)  +CO2 +H2O→ Ca2+(aq) +2HCO3-(aq)
- När man antänder en blandning av vätgas och syrgas sker det en knall. Knallgastestet används för att påvisa vätgas (syre finns i luften).
- När man blandar silvernitratlösning med en lösning som innehåller kloridjoner får man en vit fällning av silverklorid. Silverjoner är reagens på kloridjoner.

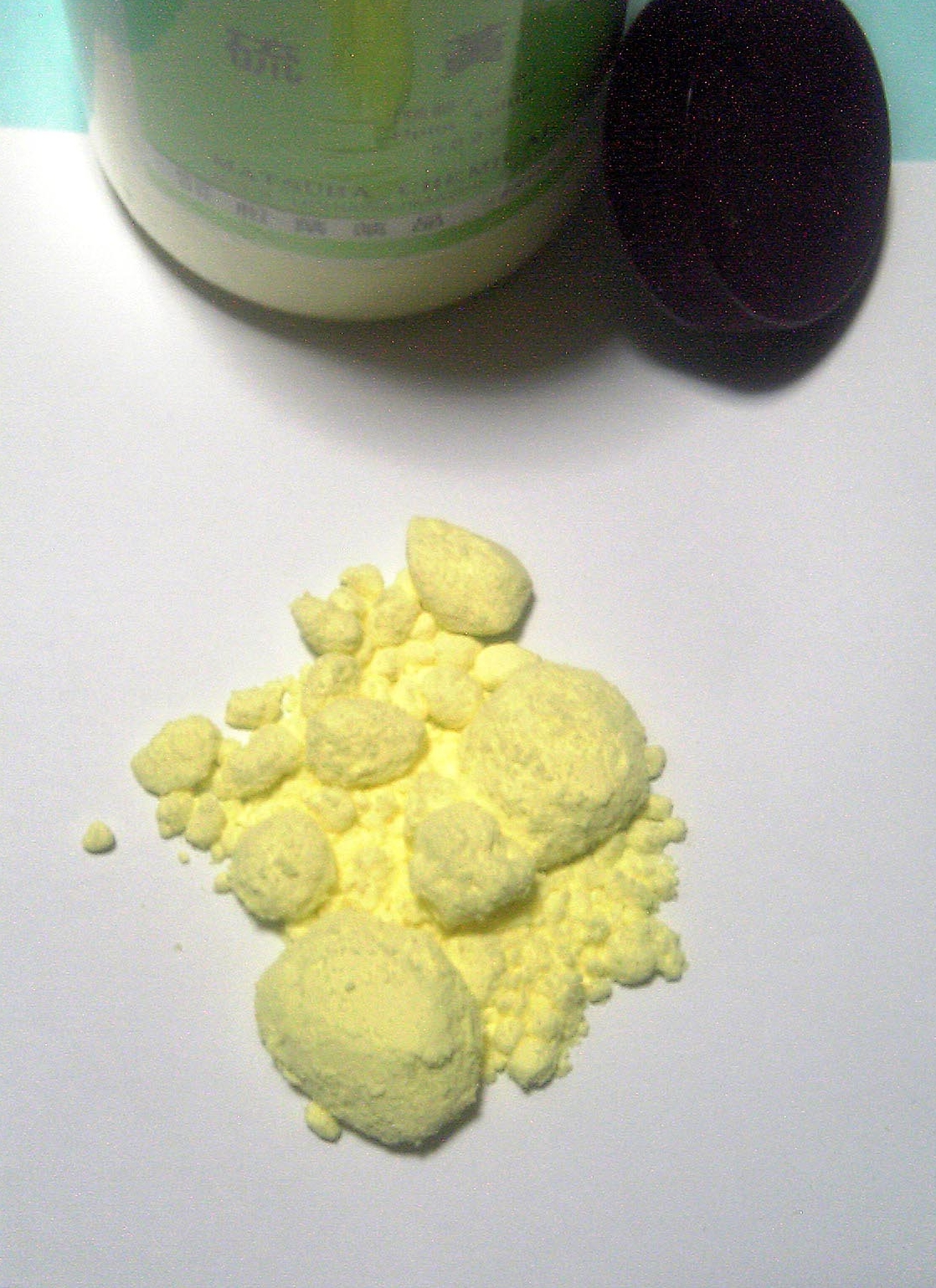
Reagens, som svavel (bilden), är utgångsmaterial som används i kemiska reaktioner.

## Definitioner

### Organisk kemi
Inom organisk kemi betecknar termen "reagens" en kemisk ingrediens (en förening eller blandning, typiskt av oorganiska eller små organiska molekyler) som tillförs för att orsaka den önskade omvandlingen av en organisk substans. Exempel är Collins-reagens, Fentons reagens och Grignardreagens.

### Analytisk kemi
Inom analytisk kemi är ett reagens en förening eller blandning som används för att detektera närvaro eller frånvaro av ett annat ämne, till exempel genom en färgförändring, eller för att mäta koncentrationen av ett ämne, till exempel genom kolorimetri. Exempel är Fehlings reagens, Millons reagens och Tollens reagens.

## Kommersiella eller laboratoriepreparat
I kommersiella eller laboratorieberedningar, betecknar reagenskvalitet kemiska ämnen som uppfyller renhetsstandarder som säkerställer den vetenskapliga precisionen och tillförlitligheten av kemisk analys, kemiska reaktioner eller fysiska tester. Renhetsstandarder för reagenser är fastställda av organisationer som ASTM International eller American Chemical Society. Vatten av reagenskvalitet måste till exempel ha mycket låga nivåer av föroreningar som natrium- och kloridjoner, kiseldioxid och bakterier, samt en mycket hög elektrisk resistivitet. Laboratorieprodukter som är mindre rena, men ändå användbara och ekonomiska för krävande arbete, kan betecknas som teknisk, praktisk eller rå kvalitet för att skilja dem från reagensversioner.

## Biologi
Inom biologin växte den biotekniska revolutionen på 1980-talet från utvecklingen av reagenser som kunde användas för att identifiera och manipulera det kemiska materialet i och på celler. Dessa reagenser är antikroppar (polyklonala och monoklonala), oligomerer, alla sorters modellorganismer och odödliga cellinjer, reagens och metoder för molekylär kloning och DNA-replikation, och många andra.

### Verktygsblandningar
Verktygsföreningar är en viktig klass av reagens inom biologi. De är små molekyler eller biokemikalier som siRNA eller antikroppar som är kända för att påverka en given biomolekyl — till exempel ett läkemedelsmål — men som sannolikt inte är användbara som läkemedel i sig själv, och ofta är startpunkt i läkemedelsupptäcksprocessen.
Men många naturliga ämnen är träffar i nästan alla analyser där de testas och därför inte användbara som verktygsföreningar. Medicinska kemister klassar dem istället som pan-assay interferensföreningar. Ett exempel är curcumin.